# Szojuz TMA–15

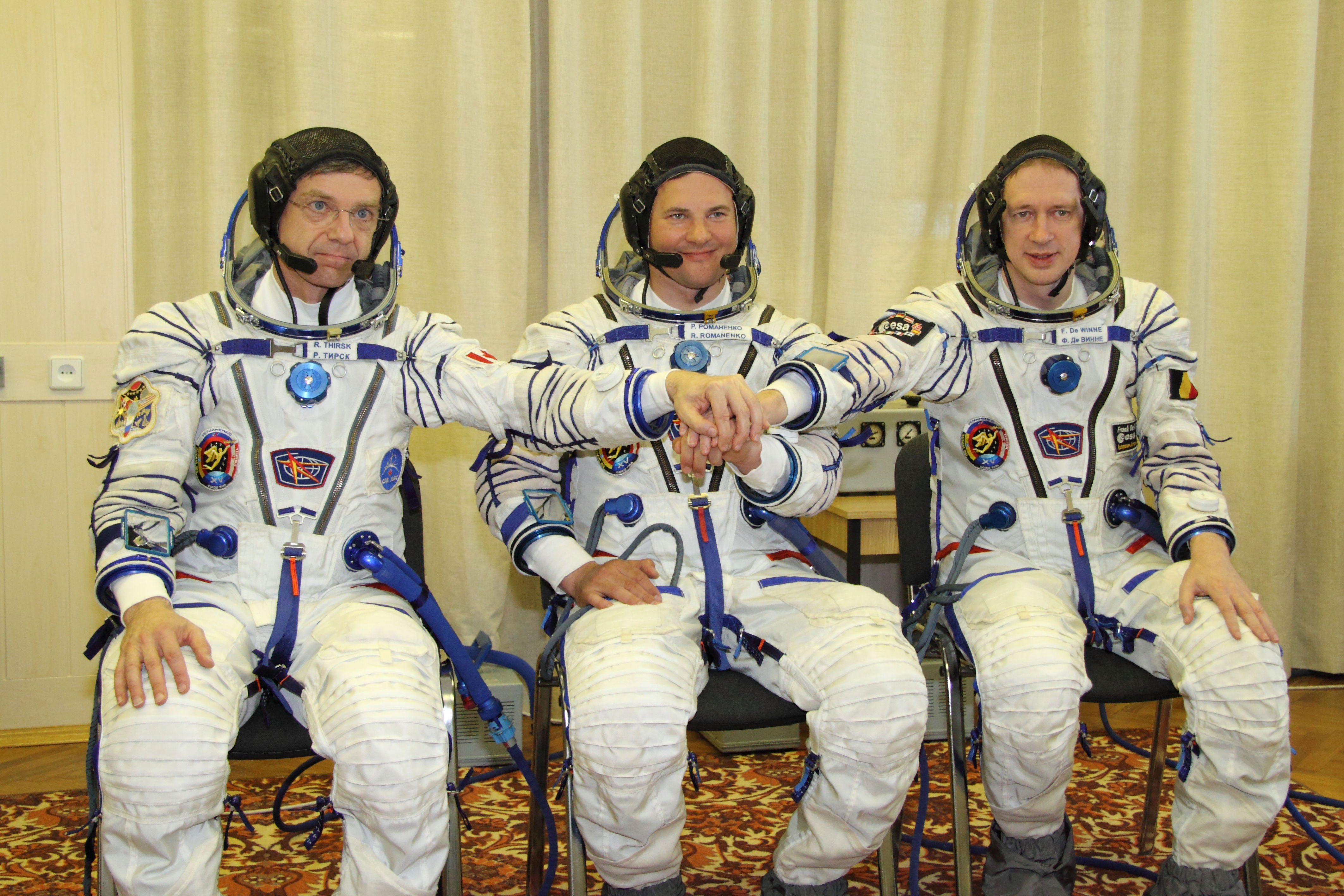
Robert Thirsk, Roman Romanyenko, Frank De Winne

A Szojuz TMA–15 a Szojuz–TMA orosz háromszemélyes szállító/mentőűrhajó űrrepülése volt 2009-ben. A 47. emberes repülés a Nemzetközi Űrállomásra (ISS). A szolgálatot teljesítők létszáma így egészült ki hat főre.

## Küldetés
Hosszú távú cserelegénységet szállított az ISS fedélzetére. A tudományos és kísérleti feladatokon túl az űrhajók cseréje volt szükségszerű.

## Jellemzői
2009. május 27-én a Bajkonuri űrrepülőtér indítóállomásról egy Szojuz–FG juttatta Föld körüli, közeli körpályára. Több pályamódosítást követően május 29-én a Nemzetközi Űrállomást (ISS) automatikus vezérléssel megközelítette, majd sikeresen dokkolt. Az orbitális egység pályája 88,6 perces, 51,6 fokos hajlásszögű, elliptikus pálya-perigeuma 198 kilométer, apogeuma 241 kilométer volt.
De Winne – első európaiként – volt az ISS parancsnoka. Az időszakos karbantartó munkálatok mellett elvégezték az előírt kutatási, kísérleti és tudományos feladatokat. Fogadták a látogató űrrepülőgépeket, elvégezték a szükséges munkafolyamatokat. Fogadták a teherűrhajókat (M–02M, M67, M–03M), kirámolták a szállítmányokat, illetve bepakolták a keletkezett hulladékot. Az űrhajósok egyik feladata a magyar-belga Neurospat pszichológiai kísérlet végrehajtása volt, mellyel az űrhajósok kognitív teljesítőképességét és térbeli tájékozódását vizsgálták EEG-vel a repülés alatt és után.
2009. december 1-jén Arkalik (oroszul: Арқалық) városától hagyományos visszatéréssel, a tervezett leszállási körzettől mintegy 84 kilométerre ért Földet. Összesen 187 napot, 20 órát, 41 percet és 38 másodpercet töltött a világűrben. 2960 alkalommal kerülte meg a Földet.

## Személyzet

### Indításkor
- Roman Jurjevics Romanyenko (1), parancsnok,  Oroszország
- Frank De Winne (2), fedélzeti mérnök,  Belgium
- Robert Thirsk (2), fedélzeti mérnök,  Kanada

### Leszálláskor
- Roman Jurjevics Romanyenko (1), parancsnok,  Oroszország
- Frank De Winne (2), fedélzeti mérnök,  Belgium
- Robert Brent Thirsk (2), fedélzeti mérnök,  Kanada

### Tartalék személyzet
- Dmitrij Jurjevics Kondratyjev parancsnok  Oroszország
- André Kuipers fedélzeti mérnök  Hollandia
- Chris Austin Hadfield fedélzeti mérnök  Kanada